# Coleophora gracilella
Coleophora gracilella é uma espécie de mariposa do gênero Coleophora pertencente à família Coleophoridae.